# 臺南市立楠西國民中學
臺南市立楠西國民中學，簡稱楠西國中，位於臺灣臺南市楠西區的一所國民中學，也是楠西區境內唯一的國民中學。楠西國中學區涵蓋楠西區全境，學生主要來源為臺南市楠西區楠西國民小學畢業生。

## 外部連結
.   [2017-06-16]. （原始内容存档于2017-06-18）.